# Andrzej Chmarzyński
Andrzej Chmarzyński (Radom, 17 marzo 1945 – Toruń, 20 giugno 2019) è stato un cestista polacco.

## Carriera
Con la Polonia ha disputato i Campionati mondiali del 1967.